# Osmia kincaidii
Osmia kincaidii är en biart som beskrevs av Cockerell 1897. Osmia kincaidii ingår i släktet murarbin, och familjen buksamlarbin. Inga underarter finns listade i Catalogue of Life.